# Lorenz Balmer
Lorenz Balmer (* 19. Mai 1916 in Herisau; † 9. Oktober 2004 in Basel) war ein Schweizer Bildhauer und Zeichner.

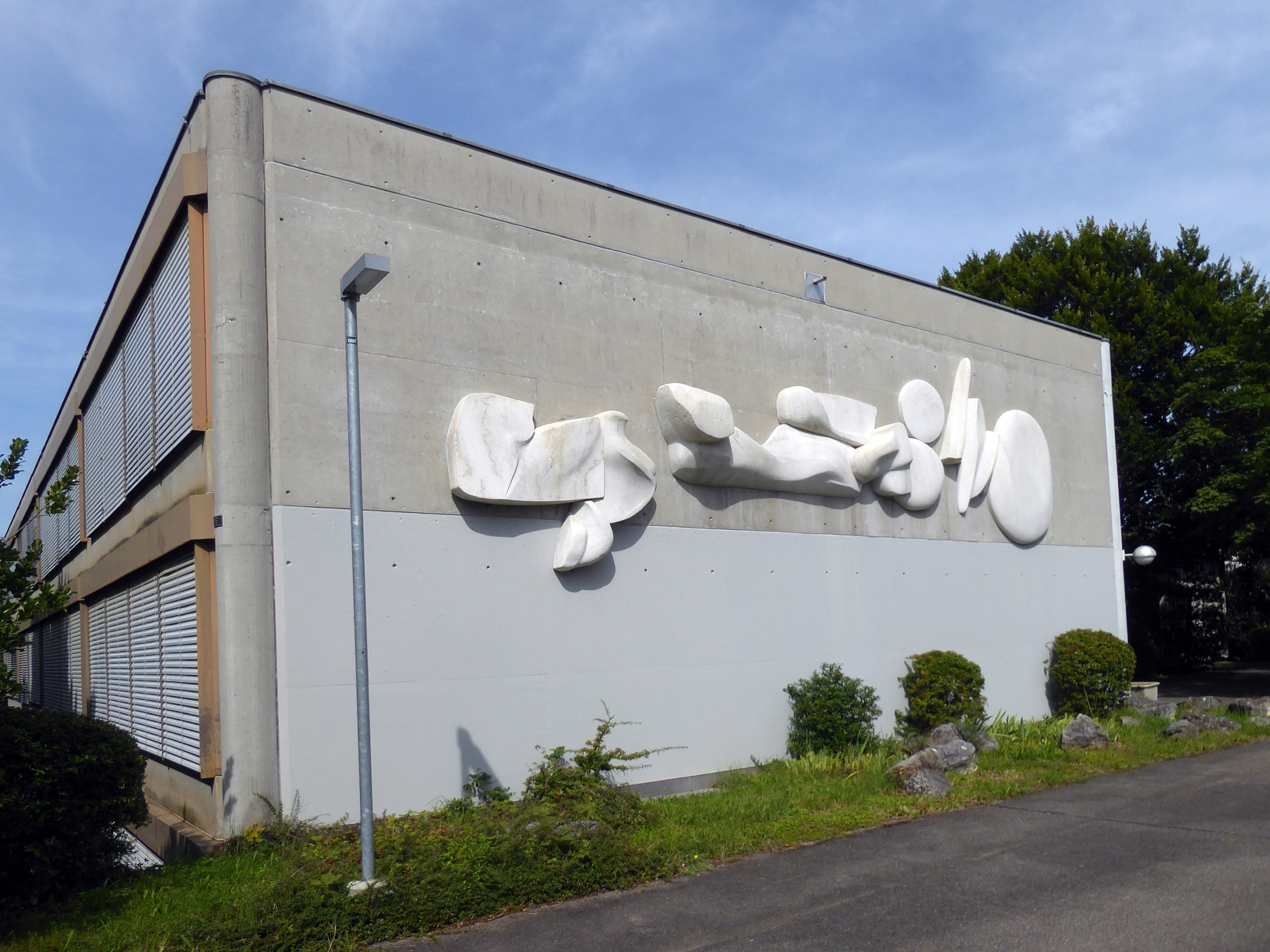
Kalligraphie. Entwurf zum Relief aus Marmor 1975 von Helene Balmer. Ausführung von Lorenz Balmer, 1982. (Breite 12,5 Meter). Sekundarschule II Fröschmatt, Pratteln

## Leben und Werk

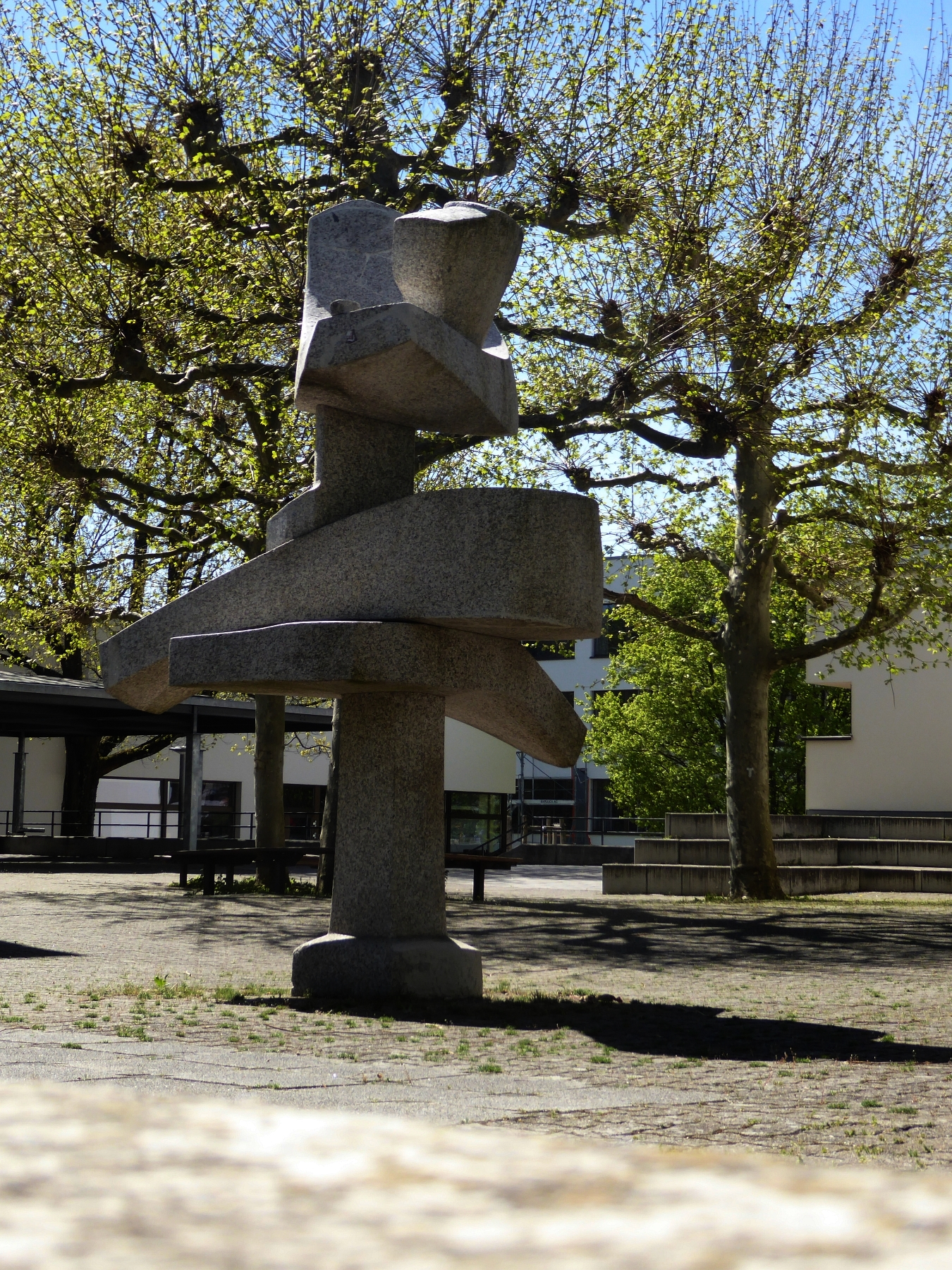
Skulptur, Hüslimatt Schulhaus in Oberwil

Lorenz Balmer besuchte die Kantonsschule St. Gallen und fing nach der Matura an der Universität Zürich ein Germanistikstudium an. Dieses brach er nach kurzer Zeit ab und widmete sich der bildenden Kunst. In der Folge besucht er die Académie Colarossi in Paris und nahm zusätzlich Unterricht im Zeichnen.
Nach Ausbruch des Zweiten Weltkrieges kehrte Balmer in die Schweiz zurück und leistete Aktivdienst. In Zürich lernte er während eines Urlaubes bei Germaine Richier das Modellieren. Balmer zog nach Kriegsende nach Basel und bezog das Haus, das Johann Jakob Balmer Mitte des 19. Jahrhunderts für seinen Sohn, den Maler Wilhelm Balmer, im Wettsteinquartier hatte errichten lassen. 1954 heiratete er die Bildhauerin Helene, geborene Gerber. Gemeinsam schuf das Künstlerehepaar zahlreiche Werke im öffentlichen Raum. Zudem bildeten sie während 30 Jahren angehende Bildhauer und Bildhauerinnen aus.
Balmer erhielt 1956 ein Eidgenössisches Kunststipendium. Er stellte seine Werke u. a. in Gruppenausstellungen in der Kunsthalle Basel, Kunsthalle Bern, Kunsthaus Zürich und im Schloss Ebenrain aus. Ein frühes Werk, «Ross und Reiter», schuf er im Auftrag der Baudirektion des Kantons Basel-Landschaft. Spätere Werke orientierten sich an der Formenvielfalt in der Natur, die er in abstrakten Plastiken umsetzte.
1982 löste das von Helen Balmer entworfene und von Lorenz Balmer angefertigte Marmor Werk Kalligraphie an der Sekundarschule II Fröschmatt in Pratteln heftige Proteste in der Bevölkerung aus.
Balmer war er Mitglied der Leitungsgremien der Kunstvereine Basel-Landschaft und Basel-Stadt sowie der Kommission des Kunstkredits Basel-Stadt.